# Železniško postajališče Jevnica
Železniško postajališče Jevnica je eno izmed železniških postajališč v Sloveniji, ki oskrbuje bližnja naselja Jevnica, Kresniške Poljane ter Senožeti. Priročno je tudi za izlet na Janče. Do leta 2009 je bilo železniška postaja. Postajališče sestavljata dva perona, na vsaki strani proge po eden.